# Ariocarpus
Ariocarpus je biljni rod iz porodice kaktusovki. Postoji sedam priznatih vrsta iz Meksika i Texasa.

## Vrste
1. Ariocarpus agavoides (Castañeda) E.S.Anderson
2. Ariocarpus bravoanus H.M.Hern. & E.F.Anderson
3. Ariocarpus × drabi Halda & Sladk.
4. Ariocarpus fissuratus (Engelm.) K.Schum.
5. Ariocarpus kotschoubeyanus (Lem.) K.Schum.
6. Ariocarpus retusus Scheidw.
7. Ariocarpus scaphirostris Boed.
8. Ariocarpus trigonus (F.A.C.Weber) K.Schum.

## Sinonimi
- Anhalonium Lem.
- Neogomesia Castañeda
- Roseocactus A.Berger
- Stromatocactus Karw. ex C.F.Först. & Rümpler